# 伊恩·卡麥可
伊恩·吉列特·卡麥可  OBE（英文：Ian Gillett Carmichael，1920年6月18日－2010年2月5日）是英國演員，在長達七十年的職業生涯中活躍於舞台、銀幕與廣播。他出生於東約克郡的赫爾河畔京斯頓，曾就讀皇家戲劇藝術學院，但學業與早期演藝事業因第二次世界大戰中斷。戰後復員重返演藝圈，最初在時事諷刺劇與短劇演出中嶄露頭角。
1955年，卡麥可受到製片人博爾廷兄弟賞識，在他們執導的五部電影中擔任主要角色。首部是1956年諷刺英國陸軍的電影《私兵進行曲》，該角色為他贏得英美評論界與觀眾好評。他常飾演討喜卻笨手笨腳的天真角色。1960年代中期，他在BBC電視台改編P·G·伍德豪斯小說的《伍斯特的世界》中飾演伯提·伍斯特，獲得普遍讚譽，包括伍德豪斯本人的肯定。1970年代初，他飾演另一位上流社會文學角色——多蘿西·L·塞耶斯筆下的業餘神探彼得·溫西爵爺。
卡麥可的成功源於對角色準備與排練的嚴謹態度。他與喜劇演員李奧·法蘭克林合作期間磨練了幽默表演技巧。儘管厭倦被定型為和善但笨拙的英國紳士，他的演技總能讓觀眾在笑聲中保持對角色的喜愛。《衛報》訃聞作者丹尼斯·巴克寫道：「他詮釋的傻瓜角色從不剝奪人性尊嚴，總保持某種令人共情的優雅」。

## 生平

### 早年生活

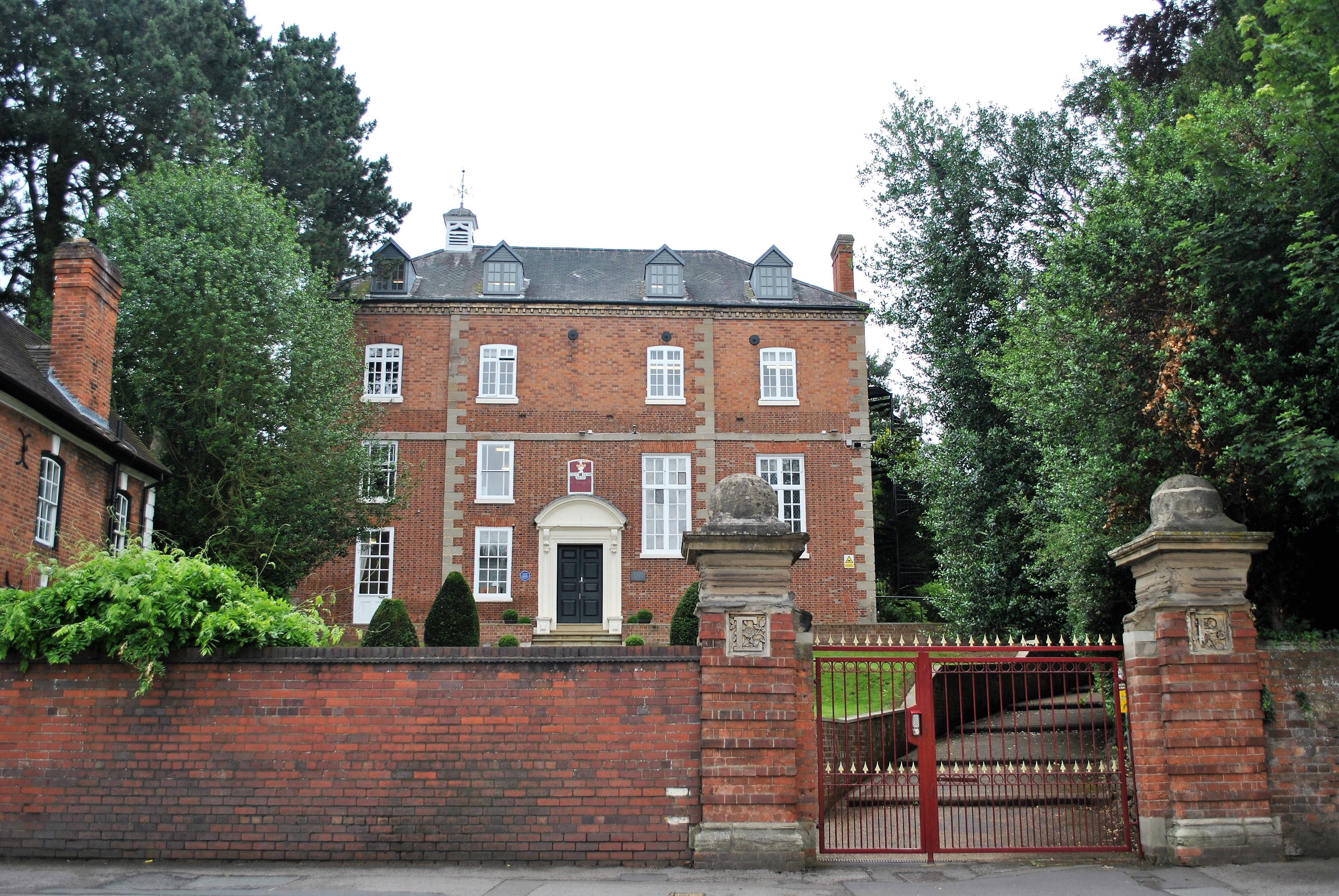
布羅姆斯格羅夫學校

伊恩·吉列特·卡麥可1920年6月18日生於東約克郡的赫爾河畔京斯頓，是凱特（娘家姓吉列特）與驗光師丈夫亞瑟·丹霍姆·卡麥可的長子，後者在其家族珠寶店工作。1923年12月，雙胞胎妹妹瑪麗與瑪格麗特出生。傳記作者羅伯特·費爾克拉夫描述其成長環境「優渥而受寵」，家中雇有女傭與廚師。四歲時曾就讀當地弗羅貝爾幼兒園，但一學期後因「學會不堪入耳的髒話」被父母退學。
1928年，七歲的卡麥可進入北約克郡的預備學校斯卡伯勒學院就讀至十三歲。他厭惡校方嚴苛的體制，形容紀律「如同狄更斯筆下的場景」，輕微違規就會招致體罰，寒冬清晨還得用結冰的冷水洗漱。
1933年轉入伍斯特郡的公學布羅姆斯格羅夫學校。他很快發現「新課程並不嚴苛」，遂將精力投入戲劇、流行音樂與板球。1930年代末，他決定就讀倫敦皇家戲劇藝術學院。父母雖希望他接手家族珠寶生意，最終仍支持其決定，並在他1939年1月赴倫敦時提供經濟援助。

### 早期事業與戰時服役（1939–1946）
卡麥可享受在皇家戲劇藝術學院的時光，尤其喜歡班上女生多於男生的環境，稱這對男生寄宿學校畢業的他「令人陶醉」。他在自傳中深情回憶1930年代末的求學歲月：
那是我首次擺脫學校紀律束縛，能與志同道合的年輕人朝夕相處，充滿純粹的快樂。但這份喜悅因歐洲局勢惡化而蒙上陰影——當我終於站在夢想多年的未來門檻前，卻可能如蠟燭般瞬間熄滅，這恐懼令人難以承受。
第二學期時，他在倫敦東區邁爾恩德人民宮劇院演出卡雷爾·恰佩克的《羅梭的萬能工人》，飾演機器人，自評「這齣乏味劇本在冰冷無趣的劇場上演，而我的角色根本不需要演技」。其後在學院范布魯劇院出演《仲夏夜之夢》的笛子。首演日1939年9月1日恰逢德國入侵波蘭，第二場演出後學院因戰爭爆發關閉。他返家填寫軍官候補生申請表，協助附近農場收割，直至10月2日正式入伍，需待1940年6月18日滿二十歲方能受訓。
戰爭初期戰事平緩，學院重新開放。卡麥可返倫敦與同學傑佛瑞·希伯特、派屈克·麥克尼同住，與後者成為終生摯友。1940年6月至8月，他參與赫伯特·法傑恩創作的時事諷刺劇《九點鋒芒》十週巡演，9月12日赴卡特里克駐軍地報到受訓。十週基礎訓練後，進入桑德赫斯特皇家軍事學院成為軍官候補生，1941年3月結訓，獲授皇家裝甲兵團第22龍騎兵團少尉。
1941年11月於北約克郡惠特比演習結束時，卡麥可的瓦倫丁戰車艙門砸落，切斷左手一截手指。首次手術失敗致數月疼痛，數月後二次手術才解決問題。他自嘲這是「倒霉透頂」且「唯一戰傷——儘管是自找的」。
備戰解放法國期間，他為旅部籌辦文娛演出。1944年6月16日（諾曼第登陸後十日），他率裝甲偵察隊登陸法國，隨部隊轉戰至德國。1945年5月歐洲勝利日時，他已晉升上尉並獲戰報嘉獎。

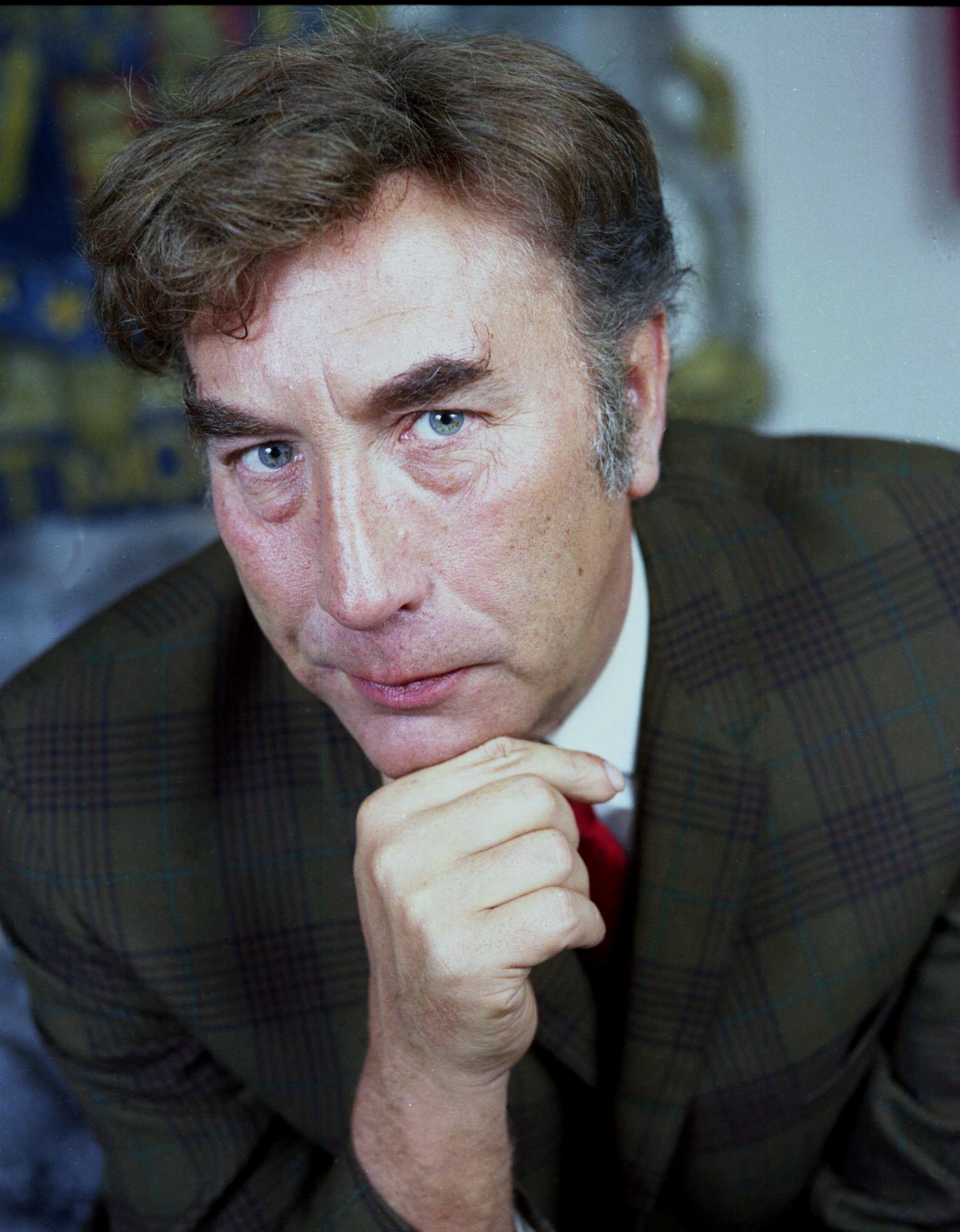
法蘭基·霍華，卡麥可評其「非常笨拙…太散漫且不好笑」

卡麥可所屬部隊隸屬英國第三十軍，戰後在德首要任務是維持占領軍士氣。軍長布萊恩·霍羅克斯中將下令組建劇團慰勞軍隊。卡麥可試鏡時發現負責的少校正是皇家戲劇藝術學院校友理查·史東，遂加入劇團協助選角。試鏡者包括喜劇演員法蘭基·霍華，卡麥可認為他「非常笨拙…太散漫且不好笑，完全是業餘水準」，但史東仍簽下他參加皇家陸軍勤務隊巡迴演出。劇團另與全國勞軍協會演員合作，卡麥可多擔任製作人而非演員，共監製二十場演出。1946年4月史東調職英國，卡麥可晉升少校接管劇團，但同年7月即復員。

### 戰後初期（1946–1955）
1946年7月，卡麥可簽約成為復員後轉行經紀人的史東旗下藝人。首個角色是年中時事諷刺劇《你我之間》，隨後在喜劇《她想要一扇奶油色前門》分飾旅館接待員與BBC記者兩角。該劇十月起巡演英國十二週，後在倫敦沙夫茨伯里大道的阿波羅劇院連演四個月。
1947至1951年間，他活躍於舞台劇與時事諷刺劇（後者多在查令十字維利爾街的演員劇院演出）。1947年首度亮相BBC電視台綜藝節目《新面孔》，同場演出者包括柔伊·蓋爾、比爾·弗雷澤與查爾斯·霍特里。1948年起參演電影，如《邦德街》（1948）、《特洛蒂的真愛》與《親愛的普羅哈克先生》（均1949），這些早期角色戲份輕微且未列名。1949年大部分時間隨輕歌劇《紫丁香多米諾》巡演英國三十週。據詹寧斯所述，卡麥可「首次顯著成功」是1951年的《抒情諷刺劇》，該劇1952年移師環球劇院（今吉爾古德劇院）更名《環球諷刺劇》續演。行業刊物《舞台報》盛讚他在短劇《銀行假日》中「正中紅心」的喜劇表現——該橋段需他在雨衣下完成海灘更衣。
此後三年，他持續出演舞台諷刺劇與電影小角色。雖熱愛諷刺劇工作，卻憂心事業陷入僵局。1954年受訪時表示：「恐怕經理導演們只把我看成諷刺劇演員，儘管熱愛短劇表演，但能創造的角色終究有限。現在我渴望接演輕喜劇或鬧劇」。1954年11月至1955年5月，他在倫敦諾維洛劇院與羅蘭·庫佛、科拉爾·布朗合演舞台劇《西蒙與蘿拉》，飾演大衛·普倫蒂斯。次年穆里爾·鮑斯執導電影版時，邀他重演同一角色，布朗與庫佛的角色則改由凱·肯德爾與彼得·芬奇出演。《泰晤士報》影評認為卡麥可「幾乎搶走兩位主角風采」。1955年他另參演《冷itz故事》，飾演近衛軍軍官羅賓·卡特萊特，與理查·瓦提斯搭檔提供喜劇調劑，費爾克拉夫形容兩人如同「弗拉納根與艾倫的致敬演出」。此為卡麥可第九部電影，費爾克拉夫指出其署名已躍升約翰·米爾斯、埃里克·波特曼之後的第六位。

### 銀幕巔峰（1955–1962）

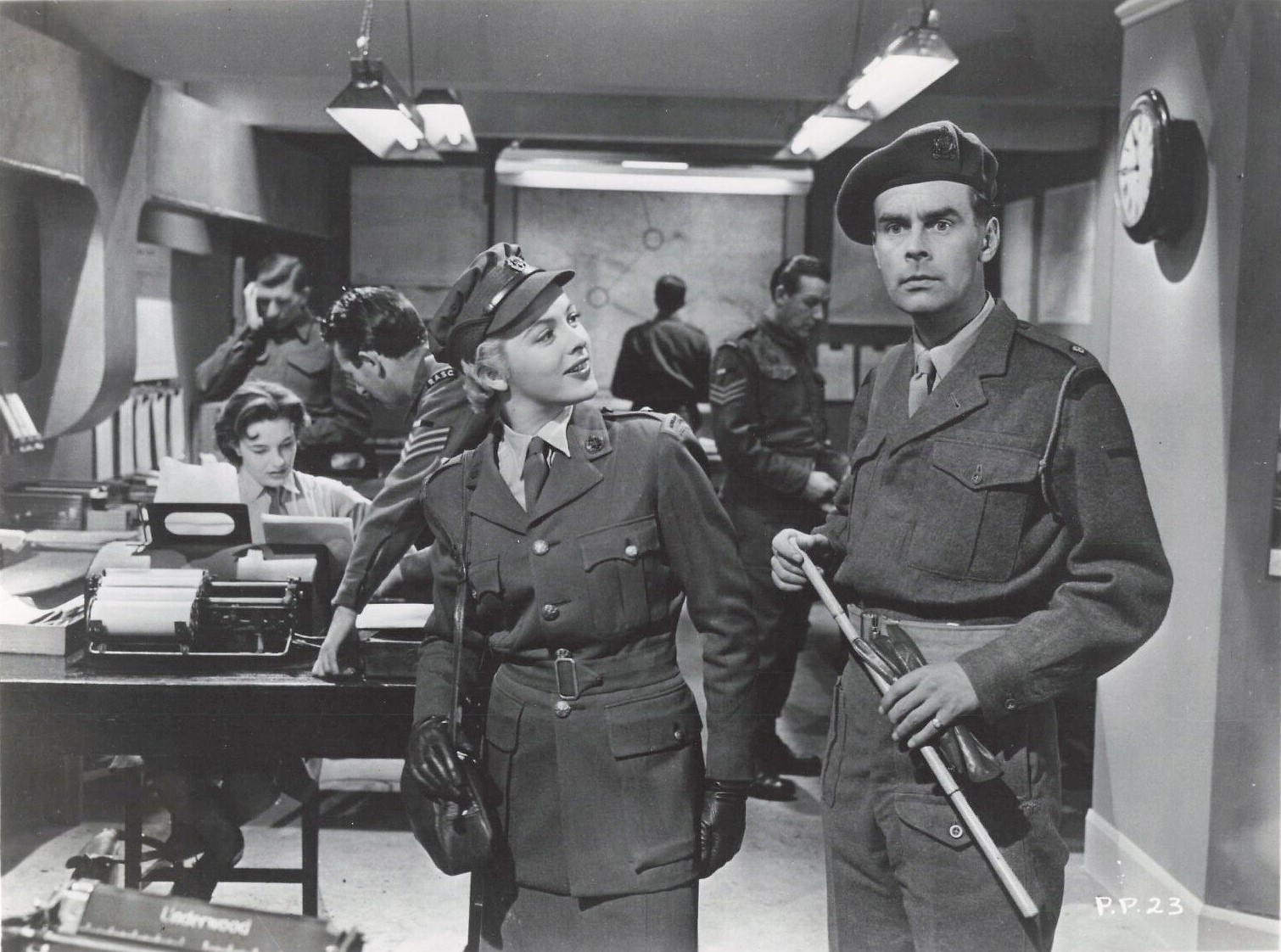
卡麥可與吉爾·亞當斯在《私兵進行曲》(1956)

1955年，博爾廷兄弟聯繫卡麥可出演兩部小說改編電影——艾倫·哈克尼的《私兵進行曲》與亨利·塞西爾的《律師兄弟》，並附帶五部片約；最終合約共六部。首部合作是1956年諷刺英國陸軍的《私兵進行曲》，該片1956年2月上映，主演包括卡麥可、理查·阿滕伯勒、丹尼斯·普萊斯與泰瑞-湯瑪斯。影史學家艾倫·博爾頓指出「評論褒貶不一，未能反映觀眾熱情」，該片位列當年英國票房亞軍或季軍。卡麥可表現獲《曼徹斯特衛報》肯定「兌現了喜劇演員的潛力」，《泰晤士報》讚其「以無懈可擊的機智與同理心演出——連醉酒戲都充滿喜感」。該片讓美國觀眾認識卡麥可，《影迷》雜誌瑪格麗特·辛克曼稱他自此成為「英國最出色的銀幕出口品」。
1956年6月至9月，他參與羅伊·博爾廷執導的《律師兄弟》拍攝，同劇演員包括阿滕伯勒與泰瑞-湯瑪斯。1957年3月上映後獲好評，《標準晚報》菲力普·奧克斯稱他「鞏固了我心中最佳輕喜劇演員的地位」。《曼徹斯特衛報》影評人形容他「以優雅教養、善意卻狼狽的笨拙令人捧腹」。

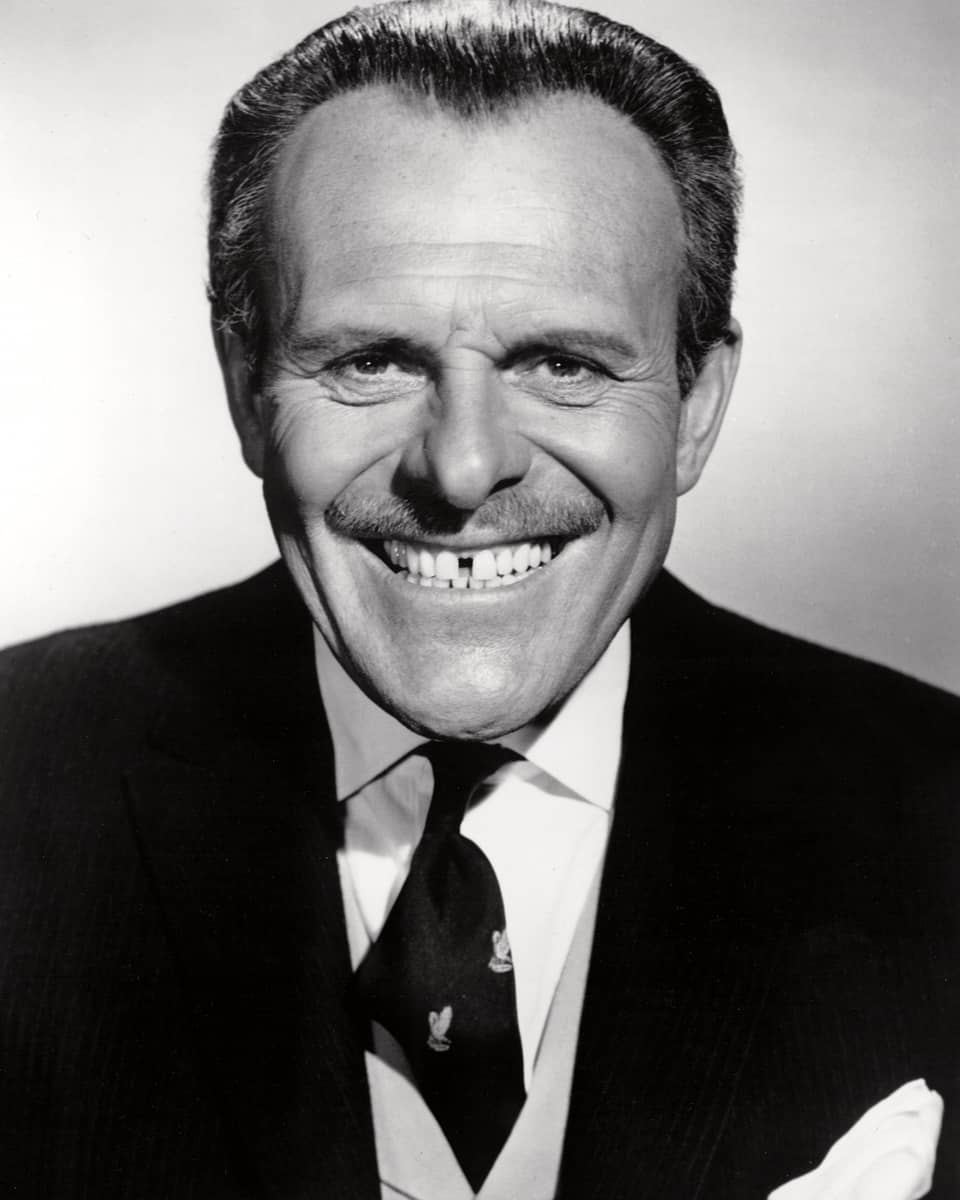
泰瑞-湯瑪斯（1961年攝）；他與卡麥可六度合作，包括《私兵進行曲》（1956）、《幸運的吉姆》（1957）、《我沒事，老兄》（1959）與《浪子回頭》（1960）

1957年9月，卡麥可出演第三部博爾廷兄弟電影《幸運的吉姆》，與泰瑞-湯瑪斯、休·格里夫斯共同演繹金斯利·艾米斯1954年同名小說。費爾克拉夫指出儘管影片評價平平，卡麥可的表演備受讚譽。《曼徹斯特衛報》認為「卡麥可雖整體出色，但相比《律師兄弟》中展現窘迫尷尬的專長，此次發揮機會較少」，《每日電訊報》則稱「他帶著北方口音與豐富表情的吉姆，簡直像從書頁躍出的作者原創」。
卡麥可第四部博爾廷作品是1958年3月上映的輕鬆風俗喜劇《快樂新娘》，同片演員包括珍妮特·斯科特、塞西爾·帕克、泰瑞-湯瑪斯與喬伊斯·格倫費爾。1957年底至1958年多數時間，他投入舞台劇《愛情隧道》演出。記者R·B·馬里奧特稱此劇「略帶瘋狂又妙趣橫生」，先在英國巡演五週，後於1957年12月至1958年8月登陸倫敦女王陛下劇院。1958年4月演出期間，他接受BBC國內服務羅伊·普洛默利的《荒島唱片》專訪。
1959年8月，卡麥可在第五部博爾廷電影《我沒事，老兄》中重演《私兵進行曲》的史丹利·溫德拉什。普萊斯（飾伯納德·崔斯帕索）、阿滕伯勒（飾西尼·德·維爾·考克斯）與泰瑞-湯瑪斯（飾希區考克少校）亦回歸原角色，新加入的彼得·塞勒斯飾演工會代表弗雷德·凱特。該片成為1960年英國票房冠軍，塞勒斯獲第13屆英國電影學院獎最佳英國男演員。雖塞勒斯獲最多讚譽，卡麥可表現亦獲《倫敦新聞畫報》肯定「滑稽表現出色」且「無論工作或玩樂都令人愉悅」。1960年，他參演改編史蒂芬·波特「競技術」系列書籍的《浪子回頭》，與泰瑞-湯瑪斯、阿拉斯塔爾·西姆、珍妮特·斯科特合作。影片評價不佳，但演員表現獲肯定。
《浪子回頭》是卡麥可五年內第十部電影。費爾克拉夫指出1950年代末至1960年代初，他開始被同事認為難以合作。BBC輕娛樂部主管埃里克·馬施維茨備忘錄記載「談判極其困難」，結論是「成功讓他有些得意忘形」。某些演員會在他爭取排名或搶戲時提醒「又在犯卡麥可病」，例如1962年拍攝《好色蝦》時的德里克·尼莫。儘管如此，卡麥可仍稱此階段「是我整個職業生涯最快樂的五六年」。
1961年12月，他白天拍攝《雙層床》，晚間演出懸疑喜劇《涼亭》，身心俱疲下在表演中途昏倒。製作人哈羅德·菲爾丁強制他休假兩週，資助其與妻子赴瑞士療養。他12月23日回歸劇組，但節禮日演出時失聲，僅完成第一幕。休養數日後重返，最終遵醫囑於1962年1月28日退出。

### 伍斯特與溫西時期（1962–1979）

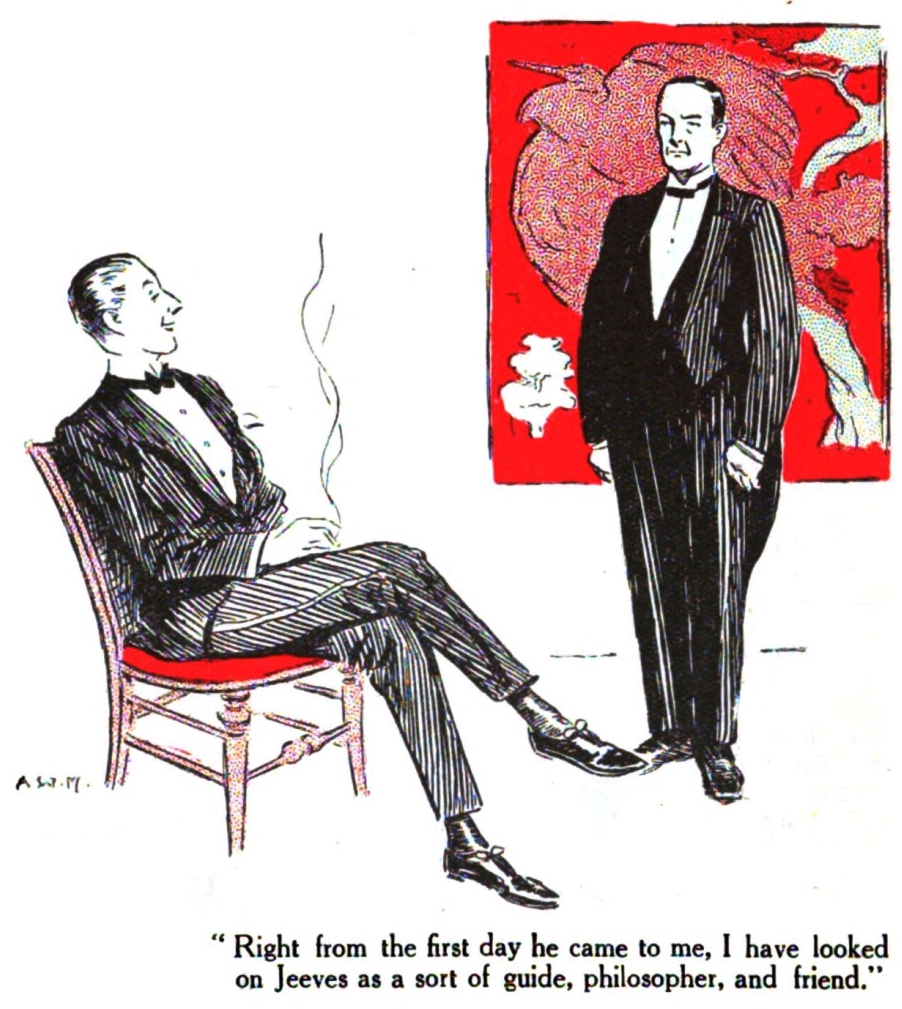
1965至1967年間，卡麥可在《伍斯特的世界》飾演伯提·伍斯特

1950年代末至1960年代初，英國新浪潮電影風潮轉向工人階級題材，如《憤怒回顧》、《金屋淚》（均1959）、《星期六晚上和星期天早晨》（1960）與《長跑者的寂寞》（1962），導致卡麥可擅長的上流社會角色需求銳減。他坦言獲邀角色全是「老套的笨拙倒霉蛋」，愈發感到厭倦。
1964年8月，BBC邀請他飾演P·G·伍德豪斯筆下「1920年代遊手好閒的紈絝子弟」伯提·伍斯特，但他已答應出演百老匯鬧劇《波音波音》而婉拒。1965年2月於科特劇院上演，但因不符紐約觀眾口味，23場後停演。卡麥可反而欣喜，因厭惡美國生活，稱「紐約是座令人不安的暴力城市，我立刻討厭它」。停演消息一出，他立刻致電BBC表明可飾演伍斯特。他談妥每半小時500基尼（525英鎊）片酬，並協助選角，最終敲定丹尼斯·普萊斯飾吉夫斯。
《伍斯特的世界》第一季獲電視製作人公會1965年最佳喜劇製作獎，全劇共三季20集，1965年5月至1967年11月播出。卡麥可獲《泰晤士報》盛讚：「選角絕妙，伊恩·卡麥可與丹尼斯·普萊斯完美詮釋絕非平面角色的二人組…他們是無價搭檔」。另有評論指44歲的卡麥可唯一缺憾：「若我們認為伯提·伍斯特應永保22歲大學荒唐歲月，伊恩·卡麥可呈現的則是年長卻心智永駐青春的形象」。最令卡麥可與製作人麥可·米爾斯振奮的評價來自伍德豪斯致BBC的電報：
致吉夫斯短劇全體製作與演員：
 感謝各位完美演出。我無比欣喜。伯提與吉夫斯完全符合我想像，每個角色都恰到好處。
 祝福你們！
 P·G·伍德豪斯
伍德豪斯後改稱卡麥可表演過火。現僅存一集，其餘因節省昂貴錄影帶遭洗除。
1970年9月，卡麥可主演情境喜劇《單身老爸》，靈感來自單身男子撫養十二名孩子的真實故事。共兩季22集（1970與1971年），他談妥每集1,500英鎊酬勞，成為BBC最高薪演員。媒體史學家馬克·路易森評此劇「表面中庸的家庭喜劇，實則精緻專業，兩季長播受觀眾喜愛」。
卡麥可是BBC改編多蘿西·L·塞耶斯彼得·溫西爵爺系列的推手。他1966年即有飾演溫西的構想，但因資金、公眾對其伍斯特形象的刻板印象及版權問題延宕。1971年1月終於開拍首部《證人疑雲》，1972年分五集播出。隨後1973年2月至1975年8月間推出《貝羅那俱樂部的不快事件》、《殺意必須宣傳》、九曲喪鐘與《五條紅鯡魚》。《每日電訊報》理查·拉斯特稱選角「神來之筆…他精準展現貴族式的輕浮外表，更能暗示內在鋼鐵意志」。《觀察家報》克萊夫·詹姆斯讚其「極聰明的演員」，演技「看似舉重若輕，事後回味方知完美呈現文字角色」。卡麥可後在BBC廣播四台九度聲演溫西，由彼得·瓊斯配音其男僕莫文·邦特。
1979年，他參演艾略特·古德與賽碧爾·雪佛主演的《貴婦失蹤記》（阿爾弗雷德·希區考克1938年同名電影重拍版），飾演板球痴紳士卡爾迪科特，與亞瑟·羅維的查特斯搭檔（原版由諾頓·韋恩與巴茲爾·拉德福德出演）。記者派屈克·漢弗里斯雖評此片「拙劣」，但認為僅卡麥可與羅維「演出可信度」。1979年6月，他二度接受《荒島唱片》訪問。

### 半退休生活（1979–2009）
1979年卡麥可出版自傳《真實的伊恩·卡麥可…》，費爾克拉夫稱此標誌他「定居約克郡的半退休生活」。他仍零星工作，包括1983年電影《柳林風聲》為老鼠配音，以及1984至1990年同名電視劇旁白。1980年代末至1990年代初，他重返伍德豪斯作品，為廣播劇《豬亦有翅》與《布蘭丁斯的加拉哈》配音加拉哈·崔普伍德。
1992至1993年，他在BBC週日家庭劇《斯特拉斯布萊爾》（背景設於1950年代）中飾演詹姆斯·孟席斯爵士。1995年6月，他最後一次舞台演出是在奇切斯特節慶劇院詮釋理查·布林斯利·謝里登《造謠學校》的彼得·提茲爾爵士。2003年起，他接演最後角色——獨立電視台醫療劇《皇家醫院》的T·J·米德爾迪奇，持續演出至2009年。

### 個人生活
1941年3月底，卡麥可部隊駐紮惠特比時結識「皮姆」——十八歲金髮美女珍·派曼·麥克林，他形容她「身高五呎六，驚人美貌且舞姿優雅」，個性「溫暖真誠…不諳世故的天真令人卸下心防」。兩人1942年5月訂婚，1943年10月6日結婚；育有兩女李（1946年生）與莎莉（1949年生）。皮姆1983年因癌症逝世。
1984年卡麥可為BBC錄製短篇故事集，製作人凱特·芬頓與他相戀。她1985年離職BBC，搬入他在惠特比附近埃斯克谷的住所，兩人1992年7月結婚。卡麥可熱愛板球運動，《名人錄》列為其興趣之一。1956年至1976年10月間，他是慈善板球隊領主酒館隊成員，並常在片場與劇組玩板球，此習慣源自博爾廷兄弟。他亦是瑪麗勒本板球俱樂部會員。
2003年，他因戲劇貢獻獲授OBE勳銜。2010年2月5日因肺栓塞逝世。

## 表演風格與技巧
卡麥可的表演技巧多源自1940年代末與喜劇演員李奧·法蘭克林巡演《紫丁香多米諾》的三十週歷練。他坦言「輕喜劇演員的訓練與啟蒙完全歸功於法蘭克林」，對方「教會我掌控笑點節奏與觀眾互動」。時事諷刺劇經驗助益戲劇演出，讓他領悟「快速建立喜劇角色至關重要，成敗常繫於此」。
卡麥可以反覆排練打磨表演。編劇保羅·德恩描述他「為完美呈現樓梯絆倒動作排練數小時，熟練後表現得渾然天成」。詹寧斯認為其看似輕鬆的表演「建構於高度自律的精湛技藝」。卡麥可偏好基於角色而非情境的喜劇，選擇貼近現實生活的作品，並積極參與企劃開發。
訃聞作者總結其經典形象為「和藹可親的典型英國傻紳士」，擁有「瞪大雙眼的天真笑容、彬彬有禮的困惑與無助的信任感」。儘管厭倦被定型，觀眾仍熱愛此形象，《每日電訊報》稱他「精心打磨這一人設」，並在滑稽中保持尊嚴，引發共鳴。半退休時，博爾廷兄弟向他坦言未充分展現其才華，「或許不該總讓他演蠢蛋」。當他飾演機智優雅的溫西時，評論家南希·班克斯-史密斯寫道「早該讓伊恩·卡麥可展現聰明一面」。

## 備註與參考文獻

### 備註
1. ↑  英國公學為收費制，傳統上與統治階級及商界精英關係密切。[9]
2. ↑  1950年代末至1960年代初，博爾廷兄弟以「溫和但犀利的社會諷刺」聞名，包括：《私兵進行曲》（1956；軍隊）、《律師兄弟》（1957；司法界）、《幸運的吉姆》（1957；學術界）、《我沒事，老兄》（1959；工會與資方）、《外交部的高頓-布朗》（1959；外交部）與《天堂笑語》（1963；英格蘭教會）。[44][45]卡麥可參演除《外交部的高頓-布朗》外所有作品。[46]
3. ↑  他選擇的唱片：金·凱利〈女孩們〉、平·克勞斯貝〈愛的囚徒〉、弗雷德·阿斯泰爾〈讓我們和好吧〉、倫敦帕拉丁劇院管弦樂團《紫丁香多米諾》選段、格倫·米勒樂團〈月夜情歌〉、凱·湯普森〈愛有多深？〉、柴可夫斯基《天鵝湖》第一幕圓舞曲（赫伯特·馮·卡拉揚指揮愛樂管弦樂團）、法蘭克·辛納屈〈世界在我指間〉。奢侈物品是文具與啤酒。[65]
4. ↑  該系列包括《競賽論》（1947）、《生活術》（1950）、《勝人一籌》（1952）與《超然術》（1958）。[72]
5. ↑  根據英國消費者價格指數計算，1965年的500基尼相當於2023年的12,840英鎊。[86]
6. ↑  根據英國消費者價格指數計算，1970年的1,500英鎊相當於2023年的29,310英鎊。[86]
7. ↑  他選擇的唱片：古斯塔夫·霍爾斯特《行星組曲》、皇家歌劇院管弦樂團《東方快車謀殺案》主題曲、阿拉姆·哈恰圖良《斯巴達克斯》中的慢板、吉米·多爾西樂團〈在阿拉莫〉、尼爾·赫夫蒂《波音波音》主題曲、尼諾·卡斯泰爾諾沃與凱瑟琳·德納芙《秋水伊人》二重唱、貝西伯爵樂團〈杜因·貝西的事〉。書籍選擇列夫·托爾斯泰《戰爭與和平》，奢侈物品是紙筆。[103]

#### 書籍
- Burton, Alan. . Hunter, I. Q.; Porter, Laraine  (编). . Abingdon, Oxfordshire: Routledge. 2012: 77–88. ISBN 978-0-4156-6665-7.
- Carmichael, Ian. . London: Macmillan. 1979. ISBN 978-0-333-25476-9.
- Fairclough, Robert. . London: Arum Press. 2011. ISBN 978-1-8451-3664-2.
- Harper, Sue; Porter, Vincent. . Oxford: Oxford University Press. 2003. ISBN 978-0-1981-5934-6.
- Herbert, Ian (编).  fifteenth. London: Sir Isaac Pitman and Sons. 1972. ISBN 978-0-2733-1528-5.
- Hubbard, Linda S.; O'Donnell, Owen; Steen, Sara J. (编). . Detroit, Michigan: Gale Research. 1989. ISSN 0749-064X.
- Humphries, Patrick. . New York: Portland House. 1986. ISBN 978-0-5176-0470-0.
- Lewisohn, Mark. . London: BBC Worldwide. 1998. ISBN 978-0-5633-6977-6.
- Maxford, Howard. . London: B.T. Batsford. 2002. ISBN 978-0-7134-8738-1.
- McFarlane, Brian. . London: Methuen. 1997. ISBN 978-0-413-70520-4.
- Pettigrew, Terence. . Newton Abbot, Devon: David & Charles. 1982. ISBN 978-0-7153-8270-7.
- Quinlan, David. . New York: Henry Holt. 1992. ISBN 978-0-8050-2394-7.
- Sampson, Anthony. . New York: Random House. 1982. ISBN 978-0-3945-3143-4.
- Sikov, Ed. . New York: Hyperion. 2002. ISBN 978-1-4013-9895-8.
- Taves, Brian. . Jefferson, North Carolina: McFarland & Co. 2006. ISBN 978-0-7864-2288-3.
- Wells, Paul. . Burton, Alan; O'Sullivan, Tim; Wells, Paul  (编). . Trowbridge, Wiltshire: Flicks Books. 2000: 48–68. ISBN 978-0-9489-1159-0.

#### 期刊與雜誌
- Hinxman, Margaret. . Picturegoer. 1957-03-02: 12–13.
- . Radio Times. No. 1243 (BBC). 1947-08-08: 32.

#### 新聞
- . The Times. 1965-05-31: 14.
- . The Manchester Guardian. 1957-03-02: 5.
- Banks-Smith, Nancy. . The Guardian. 1972-04-06: 10.
- Barker, Dennis. . The Guardian. 2010-02-08: 35.
- . The Manchester Guardian. 1959-08-15: 3.
- . The Manchester Guardian. 1956-12-28: 3.
- Bullock, George. . The Stage. 1954-02-18: 10.
- Brooks, Richard; Woods, Richard. . The Sunday Times. 2010-02-07  [2023-11-14].
- Dehn, Paul. . News Chronicle. 1957-03-01: 6.
- Dent, Alan. . The Illustrated London News. 1959-09-05: 50.
- Fiddick, Peter. . The Guardian. 1983-12-24: 2.
- . The Stage. 1952-07-17: 9.
- . The Times. 2010-02-08  [2023-11-14].
- . The Daily Telegraph. 2010-02-08: 31.
- James, Clive. . The Observer. 1973-02-04: 34.
- Last, Richard. . The Daily Telegraph. 1972-04-06: 12.
- . The Manchester Guardian. 1957-08-20: 5.
- Marriott, R. B. . The Stage. 1957-12-27: 8.
- . The Manchester Guardian. 1956-02-18: 5.
- . The Times. 1966-01-15: 5.
- Oakes, Philip. . Evening Standard. 1957-02-28: 8.
- . The Daily Telegraph. 1957-08-19: 8.
- Strachan, Alan. . The Independent. 2010-02-08: 34.
- . The Times. 1955-11-24: 14.
- . The Times. 1956-02-20: 7.
- Weber, Bruce. . The New York Times. 2010-02-10: B17.

#### 網站
- . BAFTA Awards. British Academy of Film and Television Arts.   [2023-12-14].
- . Kate Fenton.   [2023-12-16].
- Brooke, Michael. . BFI Screenonline. British Film Institute. 2014a  [2023-12-11].
- Brooke, Michael. . BFI Screenonline. British Film Institute. 2014b  [2023-12-14].
- Clark, Gregory. . MeasuringWorth. 2023  [2023-02-22]. （原始内容存档于2023-04-01）.
- . BBC.   [2023-11-14].
- . BBC.   [2023-11-14].
- . BBC Genome Project. BBC.   [2023-12-11].
- . British Film Institute.   [2023-12-18]. （原始内容存档于2012-08-04）.
- . BBC Genome Project. BBC.   [2023-12-18].
- . British Film Institute.   [2023-12-18]. （原始内容存档于2015-10-05）.
- . British Film Institute.   [2023-12-18]. （原始内容存档于2015-10-04）.
- Jennings, Alex. .  線上版. 牛津大學出版社. 2014. doi:10.1093/ref:odnb/102581. 需要订阅或英国公共图书馆会员资格
- McFarlane, Brian. . Reference Guide to British and Irish Film Directors. 2014  [2023-11-27] –Screenonline.
- . BBC Genome Project. BBC.   [2023-12-18].
- . BBC Genome. BBC.   [2023-12-16].
- Whitehead, Tony. . BFI Screenonline. British Film Institute. 2014a  [2023-12-10].
- Whitehead, Tony. . BFI Screenonline. British Film Institute. 2014b  [2023-12-10].
- Wickham, Phil. . BFI Screenonline. British Film Institute. 2014  [2023-12-13].

#### 倫敦憲報
- . London Gazette (Supplement). No. 56963. 2003-06-14.
- . London Gazette. No. 35121. 1941-03-28.
- . London Gazette (Supplement). No. 37213. 1945-08-07.

## 外部連結
- 维基共享资源上的相關多媒體資源：伊恩·卡麥可
- 维基语录上有关伊恩·卡麥可的语录
- 伊恩·卡麥可在互联网电影资料库（IMDb）上的資料（英文）
- 伊恩·卡麥可的Discogs页面（英文）
- BBC亨伯專題：伊恩·卡麥可